# جيانغ لين
جيانغ لين (بالصينية: 姜林) هو نبال صيني، ولد في 23 أكتوبر 1981 في تشينغداو في الصين.

## وصلات خارجية
- جيانغ لين على موقع الاتحاد الدولي للرماية بالسهام (الإنجليزية)
- جيانغ لين على موقع أوليمبيديا (الإنجليزية)
- جيانغ لين على موقع اللجنة الأولمبية الصينية (الإنجليزية)